# Zandhoven
Zandhoven est une commune néerlandophone de Belgique située en Région flamande dans la province d'Anvers.
Elle est née de la fusion des anciennes communes de Zandhoven, de Massenhoven, de Viersel, de Pulderbos et de Pulle.

## Sections de la commune
| # | Section     | Superf. (km²) | Habitants (2020) | Habitants par km² | Code INS |
| - | ----------- | ------------- | ---------------- | ----------------- | -------- |
| 1 | Zandhoven   | 11,82         | 4.924            | 417               | 11054A   |
| 2 | Pulderbos   | 10,35         | 2.815            | 272               | 11054B   |
| 3 | Pulle       | 9,97          | 2.839            | 285               | 11054C   |
| 4 | Viersel     | 4,47          | 1.312            | 294               | 11054D   |
| 5 | Massenhoven | 3,17          | 1.176            | 371               | 11054E   |

## Héraldique
|  | La commune possède des armoiries qui lui ont été octroyées le 6 octobre 1819 avec un support. Le 29 août 1842, elles ont été accordées avec le support maintenant sur le bouclier et de nouvelles armoiries ont été accordées le 4 novembre 1986. Les anciennes armoiries représentaient Sainte-Amalberge, la sainte-patronne locale, debout sur un poisson,son symbole, et tenant un petit écu avec les armoiries du duché de Brabant. Les armoiries sont basées sur le seul sceau connu du village, datant du XVIIIe siècle. Dans les nouvelles armoiries, la composition de la sainte et de poisson est placée derrière le bouclier et le bouclier lui-même est constitué des armoiries ou d'une partie des armoiries des dirigeants des quatre autres villages. Le premier quartier représente Pulderbos et montre les armoiries de la famille Van den Steene, les seigneurs de Pulderbos au XVIIIe siècle. Le deuxième quartier représente Pulle mais ce quartier n’est pas tiré des anciennes armoiries de Pulle mais montre les armoiries de la Maison d'Ursel. C'étaient les derniers seigneurs de Pulle. Le troisième quartier représente Massenhoven et montre les armoiries de la famille Cannart d'Hamale (nl), seigneur de Massenhoven au XVIIIe siècle. Le quatrième quartir représente Viersel et montre les armoiries complexes de la famille de Villegas. La famille acquit le village en 1672 et resta seigneur de Viersel jusqu'en 1799. Blasonnement : Partitionné en 1. d'azur à trois lys debout d'argent, en 2. de gueules en chef d'argent chargé de trois merlettes du champ placés côte à côte 3. d'argent de cinq fenêtres de gueules contiguës, placées transversalement, en chef une merlette de sable, en 4. une croix de lys vidée et un ourlet en bloc de seize morceaux de gueules et d'argent, ceux de gueules chargés d'une tour d'or, ouverts d'un lustre, ceux d'argent avec un chaudron de sable. Le bouclier placé devant une Sainte-Amalberge de couleur naturelle, posée sur un esturgeon en sinople. (Traduction libre) Source du blasonnement : Heraldy of the World. |

## Démographie

### Évolution démographique: Avant la fusion des communes
- Sources : INS, Rem. : 1806 jusqu'en 1970 = recensements, 1976 = nombre d'habitants au 31 décembre[3].

### Évolution démographique: Commune fusionnée
En tenant compte des anciennes communes entraînées dans la fusion de communes de 1977, on peut dresser l'évolution suivante :
- Source : DGS - Remarque: 1806 jusqu'à 1981=recensement; depuis 1990=nombre d'habitants chaque 1er janvier[4]